# Сікори (Плонський повіт)
Сікори (пол. Sikory) — село в Польщі, у гміні Рацьонж Плонського повіту Мазовецького воєводства.
Населення — 35 осіб (2011).
У 1975-1998 роках село належало до Цехановського воєводства.

## Демографія
Демографічна структура станом на 31 березня 2011 року:
|          | Загалом | Допрацездатний вік | Працездатний вік | Постпрацездатний вік |
| -------- | ------- | ------------------ | ---------------- | -------------------- |
| Чоловіки | 15      | 3                  | 11               | 1                    |
| Жінки    | 20      | 3                  | 9                | 8                    |
| Разом    | 35      | 6                  | 20               | 9                    |